# История Мальты

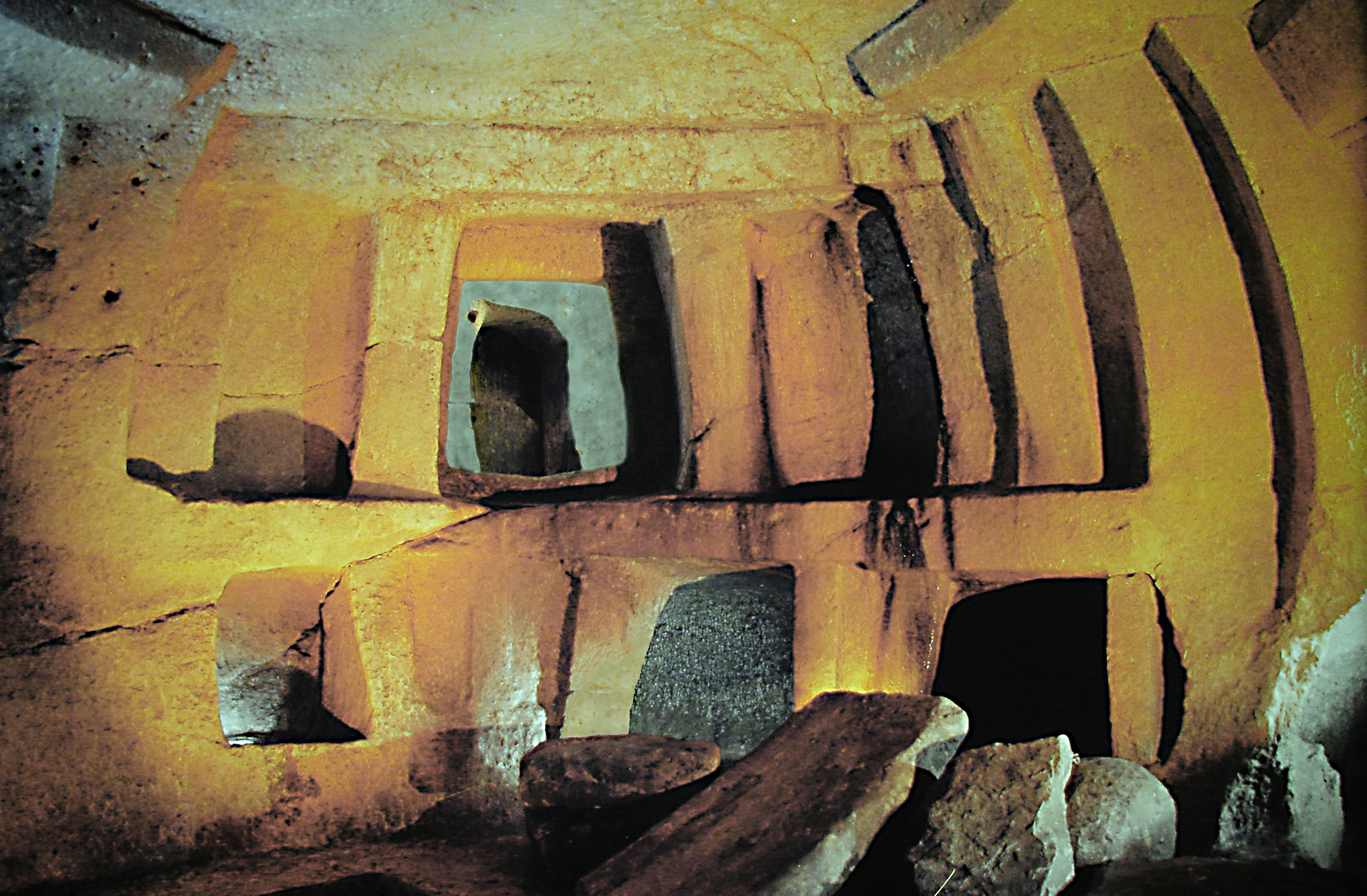
Мальта богата мегалитическими памятниками — см. Мегалитические храмы Мальты и Хал-Сафлиени.

Мальта имеет долгую историю и была впервые заселена примерно в 5900 году до нашей эры. Первые жители были фермерами, и их методы ведения сельского хозяйства ухудшали почву пока острова не стали необитаемыми. Острова вновь были заселены примерно в 3850 году до нашей эры цивилизацией, которая на своем пике построила мегалитические храмы, которые сегодня являются одними из старейших сохранившихся зданий в мире. Их цивилизация рухнула примерно в 2350 году до нашей эры, но вскоре после этого острова были заселены воинами бронзового века.
Предыстория Мальты заканчивается около 700 года до нашей эры, когда острова были колонизированы финикийцами. Они правили островами, пока не были завоеваны Римской республикой в 218 году до нашей эры. За римлянами последовали византийцы в VI веке, которые были изгнаны Аглабидами после осады в 870 году. Мальта, возможно, была малонаселенной в течение нескольких веков, пока не была заселена арабами в XI веке. Острова были завоеваны Нормандским королевством Сицилия в 1091 году, и последовала постепенная христианизация островов. В этот момент на островах доминировали последовательные феодальные правители, включая швабов, арагонцев, и в конце концов испанцы.
Острова были переданы Ордену Святого Иоанна в 1530 году, который правил Мальтой как вассальным государством Королевства Сицилия. В 1565 году Османская империя попыталась захватить острова во время Великой осады Мальты, но вторжение было отбито. Орден продолжал править Мальтой в течение более двух столетий, и этот период характеризовался расцветом искусства и архитектуры и общим улучшением в обществе. Орден был изгнан после того, как Первая Французская Республика вторглась на острова в 1798 году, что ознаменовало начало французской оккупации Мальты.
После нескольких месяцев французского владычества мальтийцы восстали, и французы были изгнаны в 1800 году с помощью англичан, неаполитанцев и португальцев. Мальта впоследствии стала британским протекторатом, став де-факто колонией в 1813 году. Это было подтверждено Парижским договором год спустя. Острова стали важной военно-морской базой для британцев, служа штаб-квартирой Средиземноморского флота. В связи с этим, Мальта подверглась нападению со стороны держав оси во время Второй мировой войны, а в 1942 году остров был награждён Георгиевским крестом, который сегодня изображен на мальтийском флаге и гербе. Королевская колония Мальты была самоуправляемой в 1921-33 годах, 1947-58 годах и 1962-64 годах.
Мальта стала независимой в качестве государства Содружества, известного как Государство Мальта в 1964 году, и стала республикой в 1974 году. С 2004 года страна является членом Европейского Союза.

## Геология и предыстория
Мальта стоит на подводном хребте, который простирается от Северной Африки до Сицилии. Когда-то в далеком прошлом Мальта была затоплена, о чём свидетельствуют морские окаменелости, которые обнаружены в скалах на самых высоких точках Мальты. Когда хребет был вытеснен и Гибралтарский пролив закрыт тектонической деятельностью, уровень моря стал ниже, и Мальта оказалась на сухом мостике, протянувшемся между двумя континентами в окружении больших озёр. В некоторых пещерах на Мальте обнаружены кости слонов, бегемотов и других крупных животных, которых теперь можно найти в Африке, в то время как в других обнаружены животные, обитающие в Европе.

## Период неолита

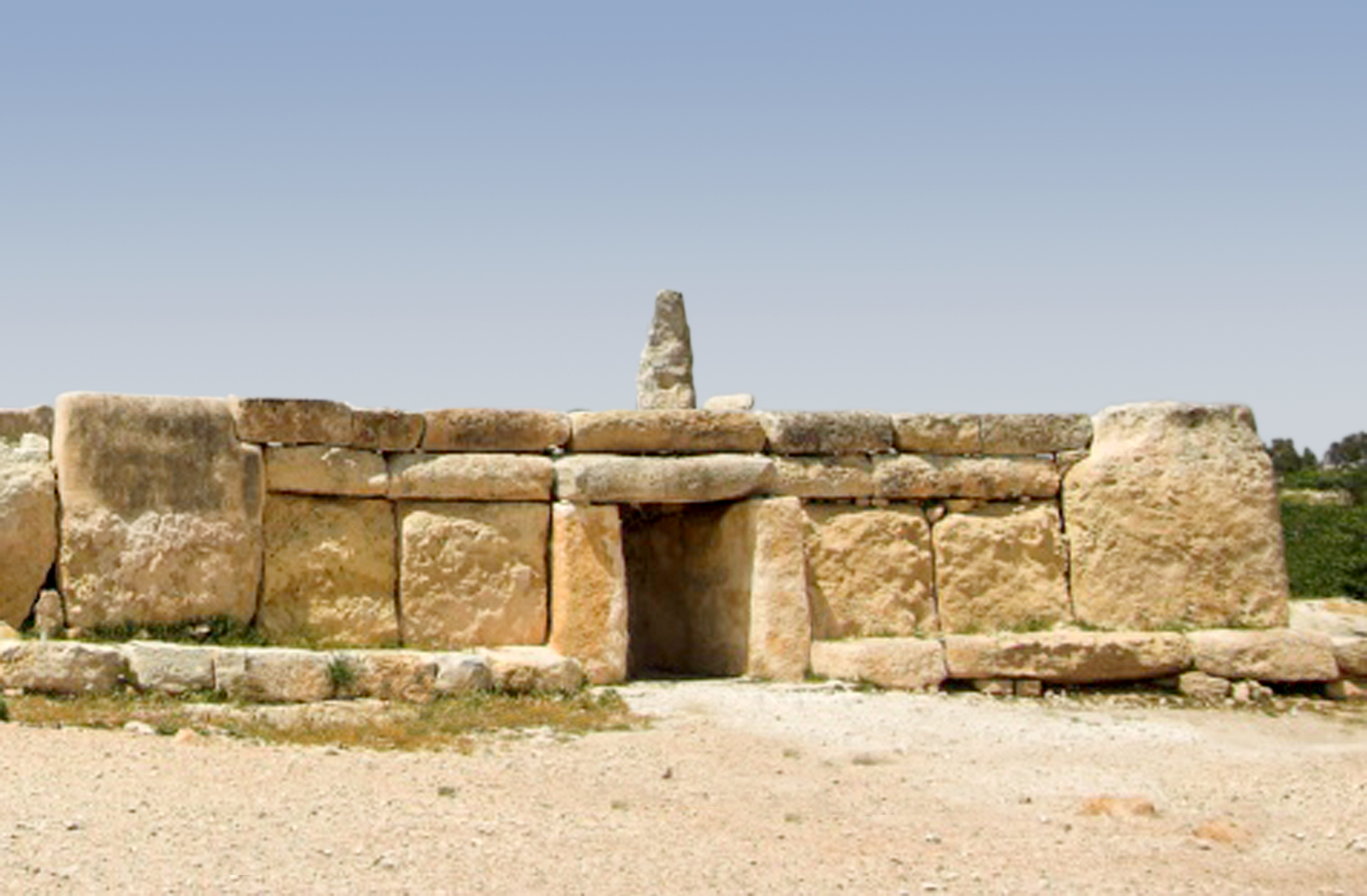
Мегалитический храм Кагар Ким

Люди впервые прибыли на Мальту около 5900 года до нашей эры, о чём свидетельствуют исследования древних почв. Вероятно, с Сицилии (порядка 80 километров; в ясную погоду оба берега видны с обоих островов). Но анализ ДНК показывает, что они происходили из разных частей Средиземноморья, включая Европу и Африку. В основном это были фермерские и рыбацкие общины, с некоторой долей охоты. Жили, очевидно, в пещерах и открытых жилищах. В последующие столетия имелись контакты с другими культурами, оказавшими влияние на местные общины, о чём свидетельствуют их керамические конструкции и цвета керамики. Методы земледелия привели к деградации почвы, и на протяжении веков она оставалась слишком сухой для сельскохозяйственной деятельности. Повлияли также изменение климата и засухи. В итоге острова были необитаемыми в течение приблизительно тысячелетия.

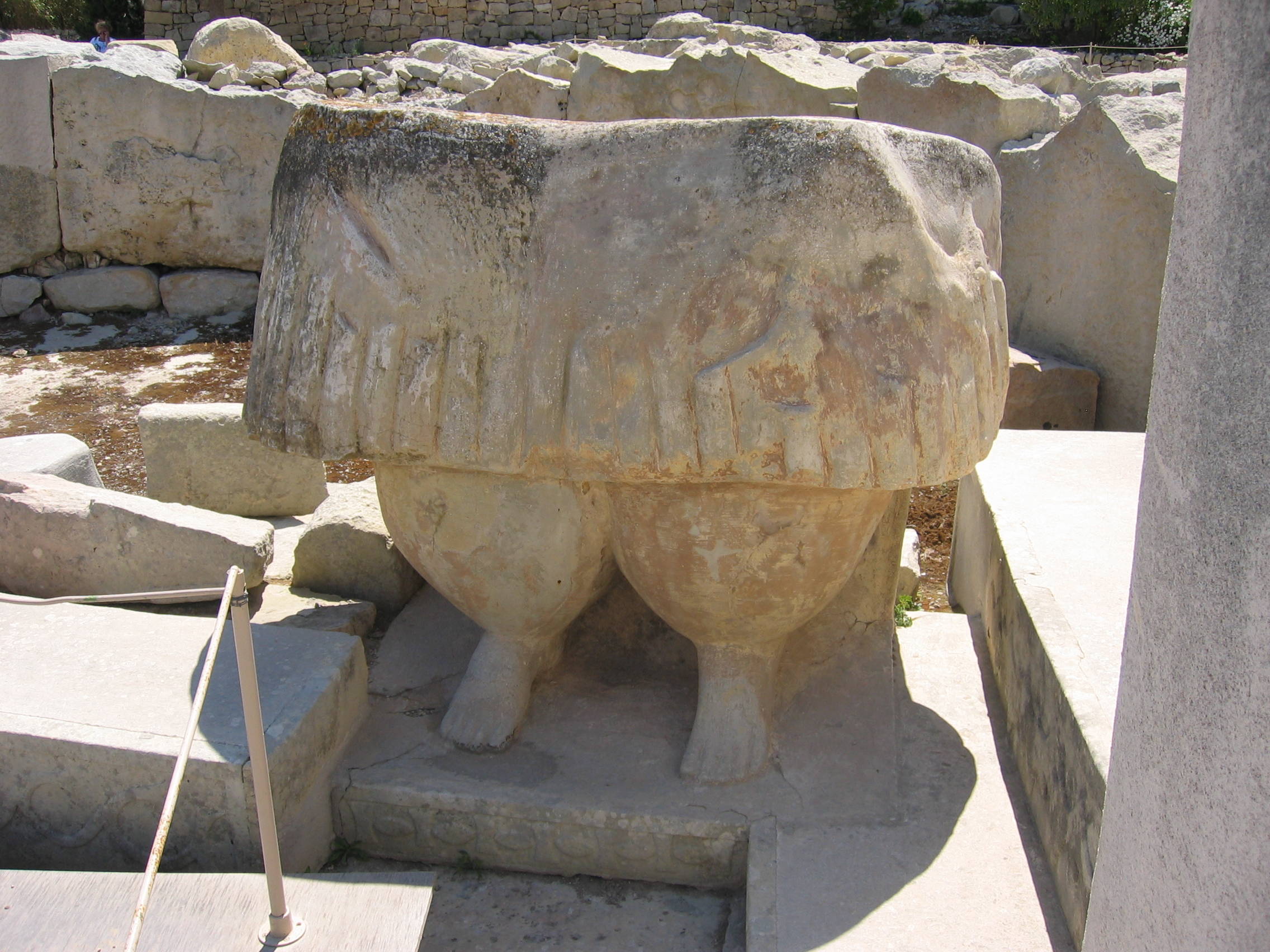
Tarxien, толстая женщина

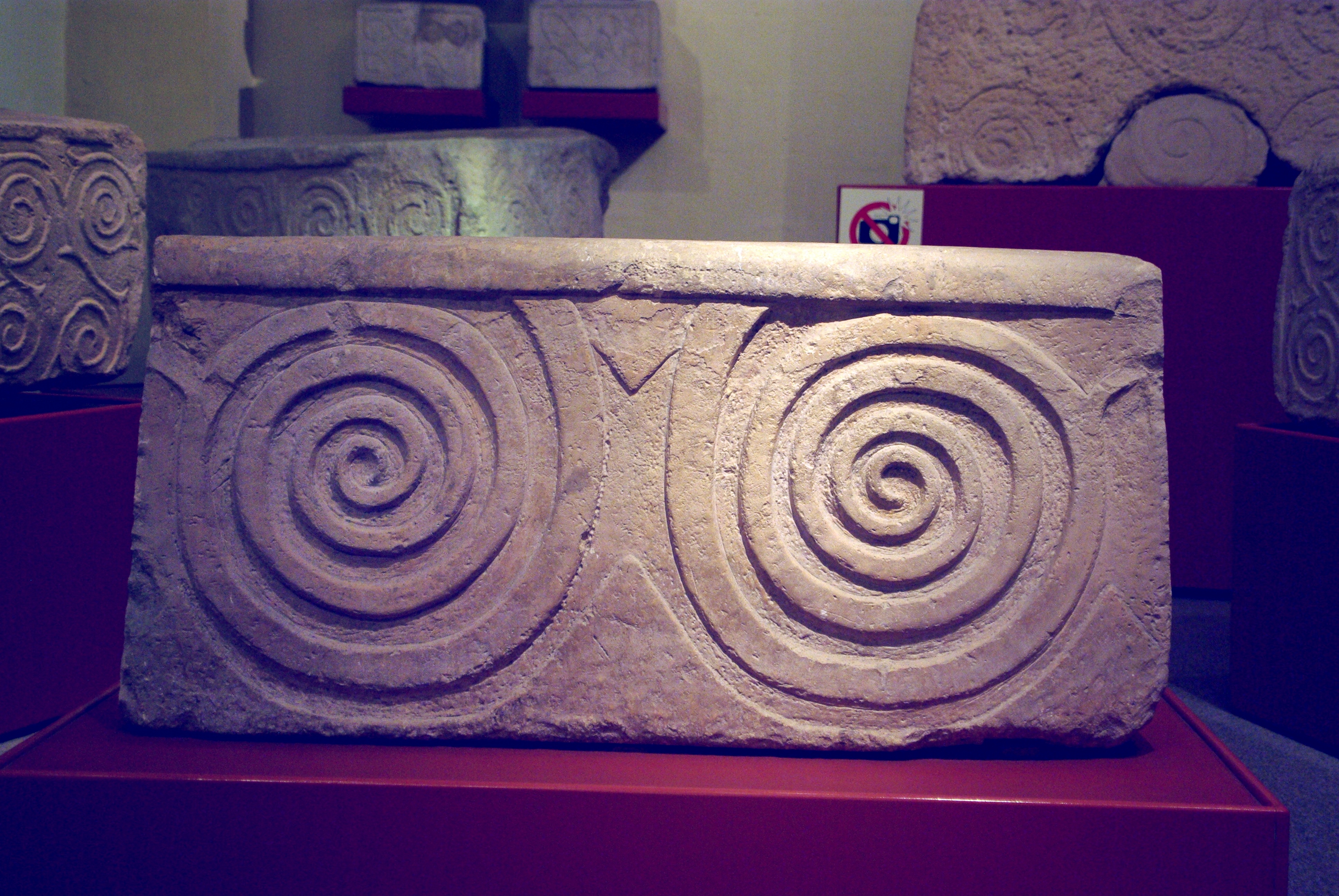
Спиральный мотив из мегалитического храма, Национальный музей археологии

Вторая волна колонизации пришла из Сицилии примерно в 3850 году до нашей эры. Около 3600 года до н. э. начался наиболее заметный период предыстории Мальты - период храмов. Храм Джгантия на о-ве Гозо - одно из старейших отдельно стоящих зданий в мире. Название - от мальтийского слова ġgant (гигант), отражающего размер храма. Многие из храмов состоят из пяти полукруглых комнат, соединенных в центре. Было высказано предположение, что они могли представлять голову, руки и ноги божества, поскольку один из самых распространенных видов статуй, найденных в этих храмах, — тучная женщина — символ плодородия. Цивилизация, строившая храмы, просуществовала около 1500 лет, — до 2350 года до нашей эры. После чего, похоже, исчезла. Имеется несколько предположений о причинах: уничтожение, ассимиляция, но наиболее признаваемый вариант - климатические условия и засуха.

## Бронзовый век
С этого периода сохранились остатки ряда поселений и деревень, а также дольмены — алтароподобные сооружения, сделанные из очень больших каменных плит. Утверждается, что они принадлежат к населению, безусловно отличному от того, которое строило предыдущие мегалитические храмы. Предполагается, что население прибыло из Сицилии из-за сходства со строениями, найденными на самом большом острове Средиземного моря. Один уцелевший менгир, который использовался для строительства храмов, все ещё стоит в Киркопе (это один из немногих, все ещё в хорошем состоянии). Среди наиболее интересных и загадочных пережитков этой эпохи — так называемые колеи в повозке, которые можно увидеть в Мальте, в местечке Мисраг Гьяр-иль-Кбир (неофициально известном как «соединение Клэпхем»). Это пары параллельных каналов, врезанных в поверхность породы и простирающихся на значительные расстояния, часто по ровной прямой линии. Их точное использование неизвестно. Одно из предположений состоит в том, что бремя животных использовало их для перевозки тележек, и эти каналы управляли бы тележками и не позволяли животным сбиваться с пути.
Между 2600 и 2400 годами до н. э. на острове Мальта наблюдалась огромная детская смертность — около 50%. Около 2350 года до н. э., согласно анализу годичных колец, весь регион пострадал от катастрофического климатического явления, возможно, от облака пыли, вызванного извержением вулкана.

## Античность

### Финикийцы и Карфаген

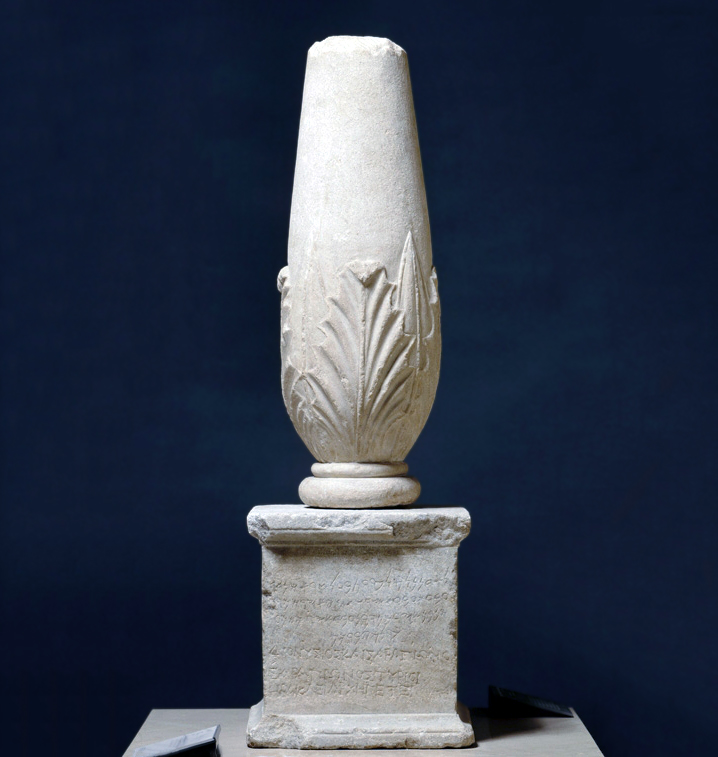
Один из финикийских мраморных памятников, который был обнаружен на Мальте

Финикийцы, возможно, из Тира начали колонизировать острова примерно в начале VIII века до нашей эры как форпост, с которого они расширили морские исследования и торговлю в Средиземном море. Финикийские гробницы были найдены в Рабате на Мальте и городе с таким же названием на Гозо, что говорит о том, что в то время основными городскими центрами были современная Мдина на Мальте и Читтаделла на Гозо. Прежнее поселение было известно как Малет, что означает безопасное убежище, и весь остров стал называться этим именем.
Мальтийские острова попали под гегемонию Карфагена примерно в середине VI века до нашей эры, наряду с большинством других финикийских колоний в западном Средиземноморье. К концу IV века до нашей эры Мальта стала торговым постом, связывающим южную Италию и Сицилию с Триполитанией. Это привело к внедрению эллинистических особенностей в архитектуре и гончарстве, при этом Мальта была эллинизирована; неизвестно, была ли Мальта заселена как традиционная греческая «апойка», поэтому некоторые поддерживают версию о том, что Мальта никогда не была греческой колонией. Эллинистические архитектурные особенности можно увидеть в Пуническом храме в Тас-Силу и башне в Куррике. Греческий язык также начал использоваться на Мальте, о чём свидетельствуют двуязычные финикийские и греческие надписи, найденные на Сиппи Мелькарта. В XVIII веке французский ученый Жан-Жак Бартелеми расшифровал вымерший финикийский алфавит, используя надписи на этих сиппи.
В 255 году до нашей эры римляне совершили набег на Мальту во время Первой Пунической войны, опустошив большую часть острова.

### Римское правление

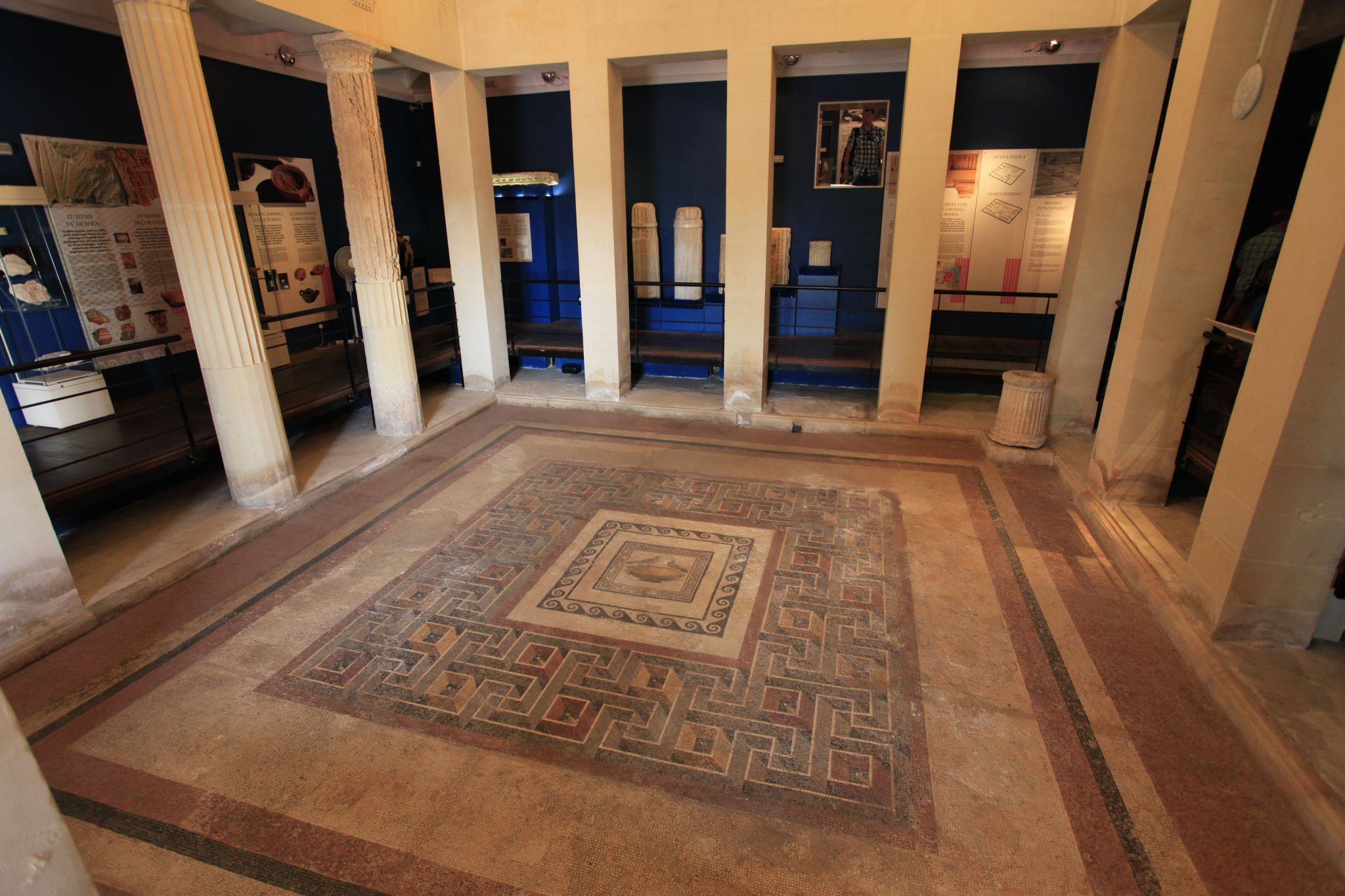
Римские мозаики в Domvs Romana

По словам латинского историка Ливия, мальтийские острова перешли в руки римлян в начале Второй Пунической войны в 218 году до нашей эры. Как пишет Ливий, командир пунического гарнизона на острове сдался без сопротивления Тиберию Семпронию Лонгу, одному из двух консулов того года, который направлялся в Северную Африку. Архипелаг был частью провинции Сицилия, но к I веку нашей эры он имел свой собственный сенат и народное собрание. К этому времени Мальта и Гозо чеканили отличительные монеты, основанные на римских измерениях веса.

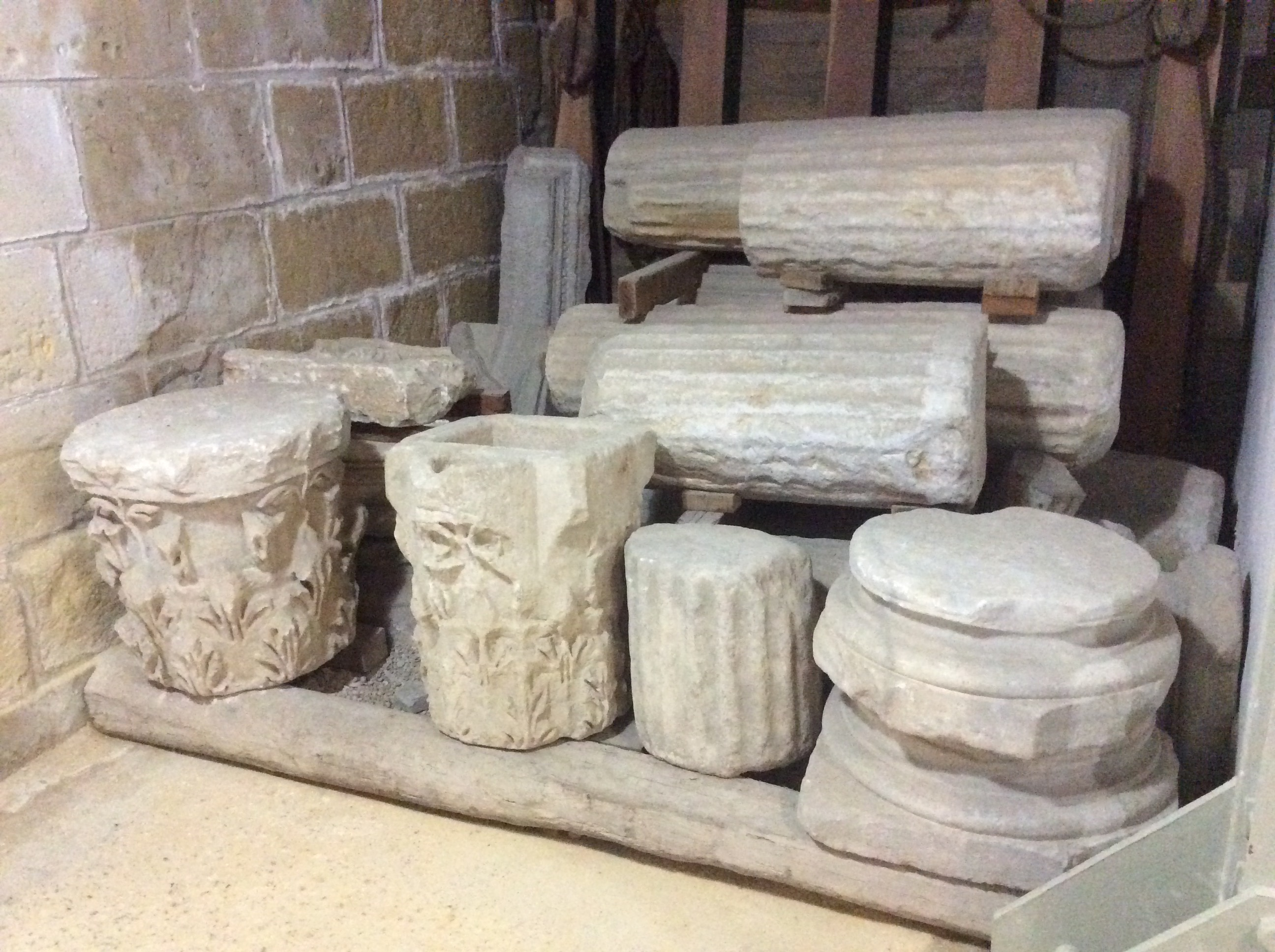
Остатки Греко-римской культуры в Морском музее Мальты

В римский период Пунический город Малет стал известен как Мелит, и он стал административным центром острова. Его размеры выросли в максимальной степени, занимая всю территорию современной Мдины и большую часть Рабата, простираясь до того, что сейчас является церковью Святого Павла. Остатки показывают, что город был окружен толстыми оборонительными стенами, а также защищен защитным рвом, проходившим вдоль той же линии улицы Св. Риты, которая была построена прямо над ним. Остается намек на то, что религиозный центр с рядом храмов был построен на самой высокой части мыса. Остатки одной впечатляющей резиденции, известной как «Domvs Romana» были раскопаны, показывая хорошо сохранившиеся мозаики Помпейского стиля. Этот дом, кажется, был резиденцией богатого римского аристократа, и считается, что он был построен в I веке до нашей эры и заброшен во II веке нашей эры.
Острова процветали под римским владычеством, и в конечном итоге были выделены как муниципалитет и Foederata Civitas. Многие римские древности все ещё существуют, что свидетельствует о тесной связи между мальтийскими жителями и Сицилией. В период римского владычества латынь стала официальным языком Мальты, а на островах была введена римская религия. Несмотря на это, местная пуническо-эллинистическая культура и язык, как полагают, сохранились как минимум до I века нашей эры.
В 60 году в книге «Деяния святых апостолов» говорится, что святой Павел потерпел кораблекрушение на острове под названием Мелит, который многие исследователи Библии и мальтийцы связывают с Мальтой. Существует мнение, что кораблекрушение произошло на берегах метко названного «залива Святого Павла».
Мальта оставалась частью Римской империи до начала VI века. Вандалы, а позже остготы, возможно, на некоторое время заняли острова в V веке, но нет никаких археологических свидетельств, подтверждающих это.
Древние египтяне и древние греки также населяли мальтийские острова.

## Византийское правление

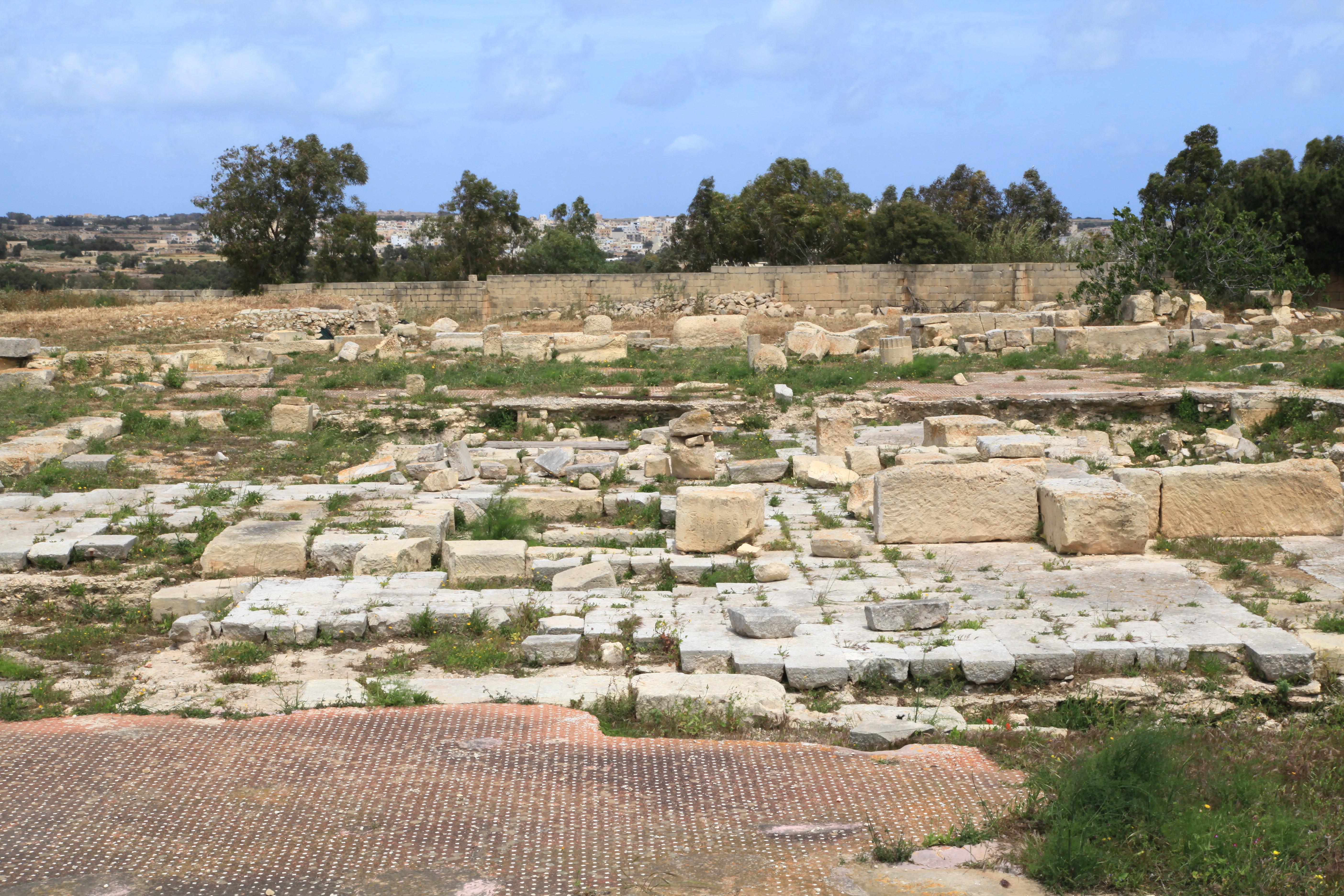
Остатки византийского монастыря в Тас-Силу, который был построен на месте более ранних мегалитических и пуническо-римских храмов

В 533 году византийский полководец Велизарий ненадолго высадился на Мальте, когда направлялся из Сицилии в Северную Африку, а к 535 году остров был присоединен к византийской провинции Сицилия. В течение византийского периода основными поселениями оставались город Мелит на материковой части Мальты и цитадель на Гозо, в то время как Марсашлокк, Марсаскала, Марса и Ксленди, как полагают, служили гаванями. Относительно большое количество византийской керамики, найденной на Мальте, позволяет предположить, что остров мог играть важную стратегическую роль в империи с VI по VIII века.
С конца VII века Средиземное море находилось под угрозой мусульманской экспансии. В этот момент византийцы, вероятно, улучшили оборону Мальты, что видно по оборонительным стенам, построенным вокруг монастыря в Тас-Силу в VIII веке. Византийцы, возможно, также уменьшили Мелит до одной трети его первоначального размера.
Утверждается, что греки, известные тогда как Ром, колонизировали Мальту на период до 870 года. Этот отчет основан на вторичном источнике Аль-Химджари и может быть или не быть надежным. Однако данные свидетельствуют о том, что Мальта была населена греческой православной общиной до арабского периода.

## Средние века

### Арабский период

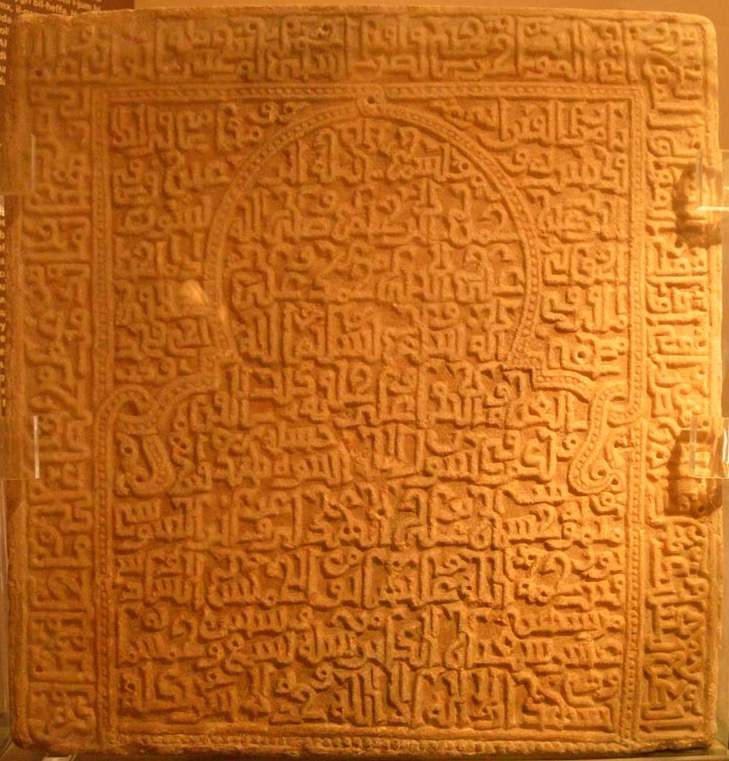
Мраморная надгробная плита XII века, предположительно найденная на Гозо

В 870 году Мальта была оккупирована мусульманами из Северной Африки. По словам Аль-Химьяри, Аглабиды во главе с Халафом аль-Хадимом осадили византийский город Мелит, которым правил губернатор Амрос (вероятно, Амбросиос). Аль-Хадим был убит в бою, и Савада Ибн Мухаммад был послан с Сицилии, чтобы продолжить осаду после его смерти. Продолжительность осады неизвестна, но, вероятно, она длилась несколько недель или месяцев. После того, как Мелит попал к захватчикам, жители были убиты, город был разрушен, а его церкви были разграблены. Мрамор из церквей Мелите был использован для строительства замка Сусс. По словам Аль-Химьяри, Мальта оставалась почти необитаемой, пока она не была заселена примерно в 1048 или 1049 году мусульманской общиной и их рабами, которые перестроили город Мелите в Медину, что сделало его «более прекрасным местом, чем было раньше». Однако археологические данные свидетельствуют о том, что Мелите/Медина уже была процветающим мусульманским поселением к началу XI века, поэтому рассказ Аль-Химьяри может быть ненадежным. В 1053-54 годах византийцы осадили Медину, но они были отбиты её защитниками. Хотя их правление было относительно коротким, арабы оказали значительное влияние на Мальту. Помимо их языка, сикуло-арабский, были завезены хлопок, апельсины и лимоны, а также введены новые методы в ирригации. Некоторые из них, такие как нория (водяное колесо), используются до сих пор без изменений. Многие географические названия на Мальте датируются этим периодом.
Долгое историографическое противоречие нависало над средневековой мусульманской Мальтой. Согласно «Христианскому тезису о непрерывности», возглавляемому Джованни Франческо Абелой и все ещё присутствующему в популярных рассказах, мальтийское население постоянно населяло острова с ранней христианской эры до наших дней, и христианская община сохранялась даже во времена мусульман. Это было оспорено в 1970-х годах историком-медиевистом Годфри Веттингером, который утверждал, что ничто не указывает на непрерывность христианства на Мальтийских островах с конца IX по XI век — мальтийцы, должно быть, интегрировались в новое арабское исламское общество. Христианский тезис непрерывности был возрожден в 2010 году после публикации Tristia ex Melitogaudo по Стэнли Фиорини, Горацио Велла и Джозеф Бринкат, которые оспаривали интерпретацию Веттингера на основе строки византийского стихотворения (которое позже, по-видимому, было неправильно переведено). Впоследствии Веттингер подтвердил свой тезис, опираясь на источники из арабских историков и географов Аль-Бакри, Аль-Химьяри , Ибн Хаукала, Казвини, которые, казалось, все были согласны с тем, что «остров Мальта после этого остался руинами без жителей» — таким образом исключение какой-либо преемственности между мальтийцами до 870 года и после. Это также согласуется с объяснением Жозефа Бринката об отсутствии каких — либо дополнительных субстрат, помимо арабского, в мальтийском языке. Это редкое явление, которое может быть объяснено только резким переходом между одним периодом и следующим. Напротив, немногие византийские слова на мальтийском языке можно проследить до 400 родосцев, пришедших с рыцарями в 1530 году, а также до притока греческих обрядовых христиан из Сицилии.

### Правление Нормандского Королевства Сицилия
Мальта вернулась к христианскому правлению после нормандского завоевания. Последним арабским оплотом в регионе был Ното, на южной оконечности Сицилии, который был захвачен христианами. В 1091 году, граф Сицилии Роджер I, вторгся на Мальту и превратил мусульманских правителей острова в вассалов. В 1127 году его сын Роджер II из Сицилии полностью установил норманнское правление на Мальте, проложив путь к христианизации островов.

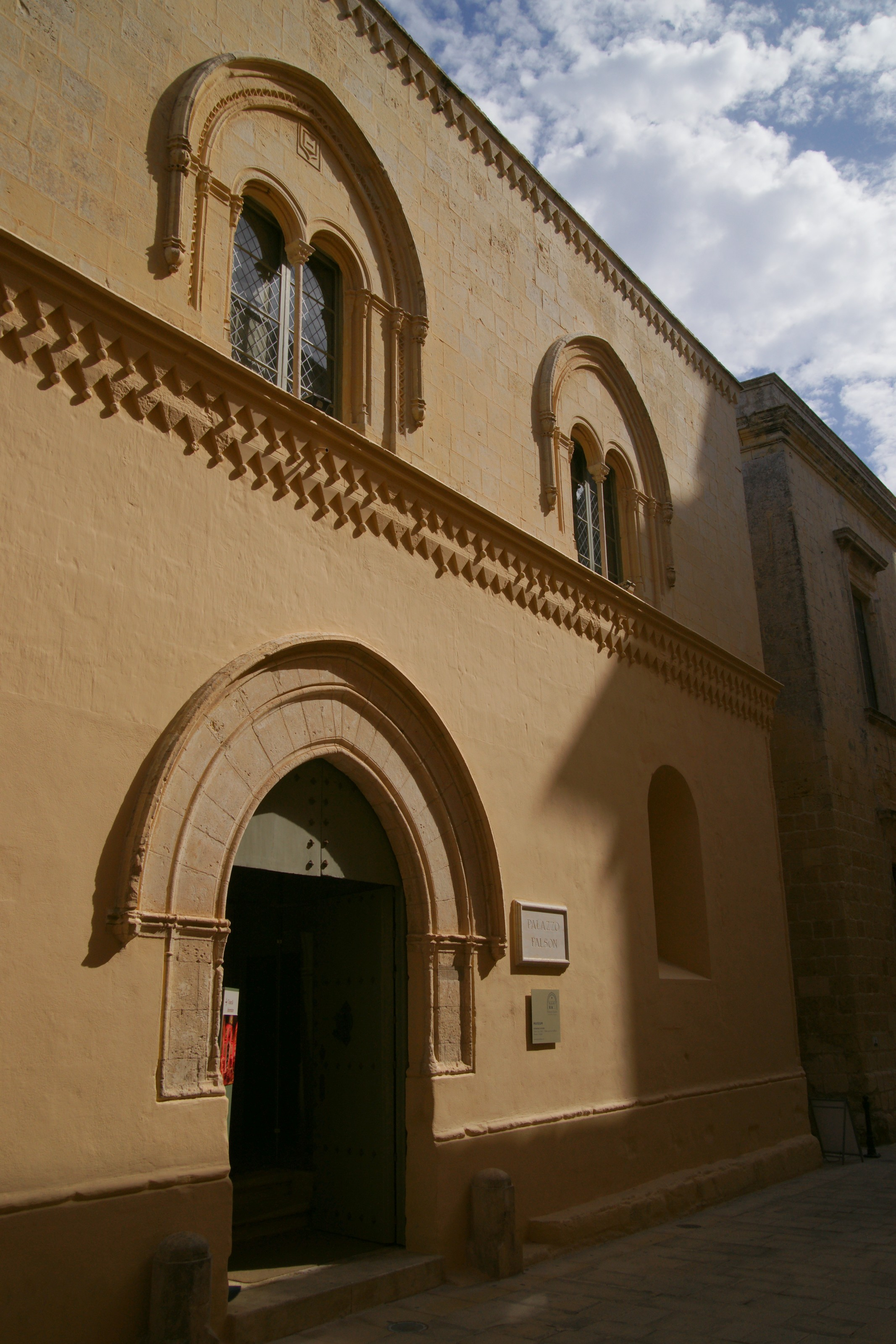
Palazzo Falzon, был построен между концом XV и серединой XVI веков. Второе старейшее здание в Мдине.

Мальта была частью Королевства Сицилия в течение почти 440 лет. В течение этого периода Мальта продавалась по частям различным феодалам и баронам, здесь доминировали последовательно правители Швабии, Анжу, корона Арагона, корона Кастилии и Испании. В конце концов, корона Арагона, которая тогда управляла Мальтой, присоединила её к Кастилии в 1479 году, и Мальта стала частью Испанской империи. Между тем, администрация Мальты попала в руки местной знати, которая сформировала руководящий орган под названием Università.
Острова были в основном населены мусульманами ещё долгое время после окончания арабского правления. Арабская администрация также сохранялась на месте и мусульманам было разрешено свободно исповедовать свою религию до XIII века. Норманны позволили эмиру остаться у власти с пониманием того, что он будет платить им ежегодную дань в виде мулов, лошадей и припасов. В результате этого мусульмане продолжали доминировать на Мальте в демографическом и экономическом отношении в течение, по крайней мере, ещё 150 лет после христианского завоевания.
В 1122 году на Мальте вспыхнуло мусульманское восстание, но в 1127 году Роджер II из Сицилии захватил острова снова.
В 1175 году Буркхард, епископ Страсбургский, посланник Фридриха I (император Священной Римской империи), после краткого визита на Мальту был уверен, что на острове в основном проживают мусульмане.
В 1192 году Танкред (король Сицилии) назначил Маргарита из Бриндизи первым графом Мальты. С 1194 по 1530 год Королевство Сицилия управляло мальтийскими островами, и на Мальте начался процесс полной латинизации. Однако до 1224 года на острове существовала сильная мусульманская община.
В 1224 году император Священной Римской империи Фридрих II отправил экспедицию на Мальту, чтобы установить свой контроль и не дать мусульманскому населению помочь восстанию мусульман в Королевстве Сицилия.
После нормандского завоевания население мальтийских островов начало расти за счет иммиграции с севера (Сицилия и Италия), а также за счет изгнания на Мальту всего мужского населения города Челано (Италия) в 1223 году, размещение нормандского и сицилийского гарнизона на Мальте в 1240 году и переселение на Мальту дворянских семей из Сицилии в период с 1372 по 1450 год. В 2005 году было установлено, что «современные мужчины Мальты, скорее всего, происходили из Южной Италии, включая Сицилию вплоть до области Калабрии».
Согласно отчету Гилилберто Аббате, который был королевским губернатором Фридриха II на Сицилии во время генуэзского периода в графстве Мальта, в 1240 или 1241 годах, в том году на островах Мальта и Гозо было 836 мусульманских семей, 250 Христианские семьи и 33 еврейские семьи.
Около 1249 года мальтийские мусульмане были отправлены в итальянскую колонию Лучера, созданную для сицилийских мусульман.
В 1266 году Мальта была передана под управление Карла Анжуйского, брата французского короля Людовика IX, который сохранял управление ею до 1283 года, когда она перешла во владения арагонцев.
В сентябре 1429 года сарацины Хафсида попытались захватить Мальту, но были отброшены мальтийцами. Захватчики грабили деревни и увели в рабство около 3000 жителей.
К концу XV века все мальтийские мусульмане были депортированы в мусульманские страны ,  и остров подвергся романизации.

## Правление госпитальеров (1530—1798)
Мальта находилась под властью ордена Святого Иоанна как вассал Сицилийского королевства с 1530 по 1798 год.

### Ранние годы

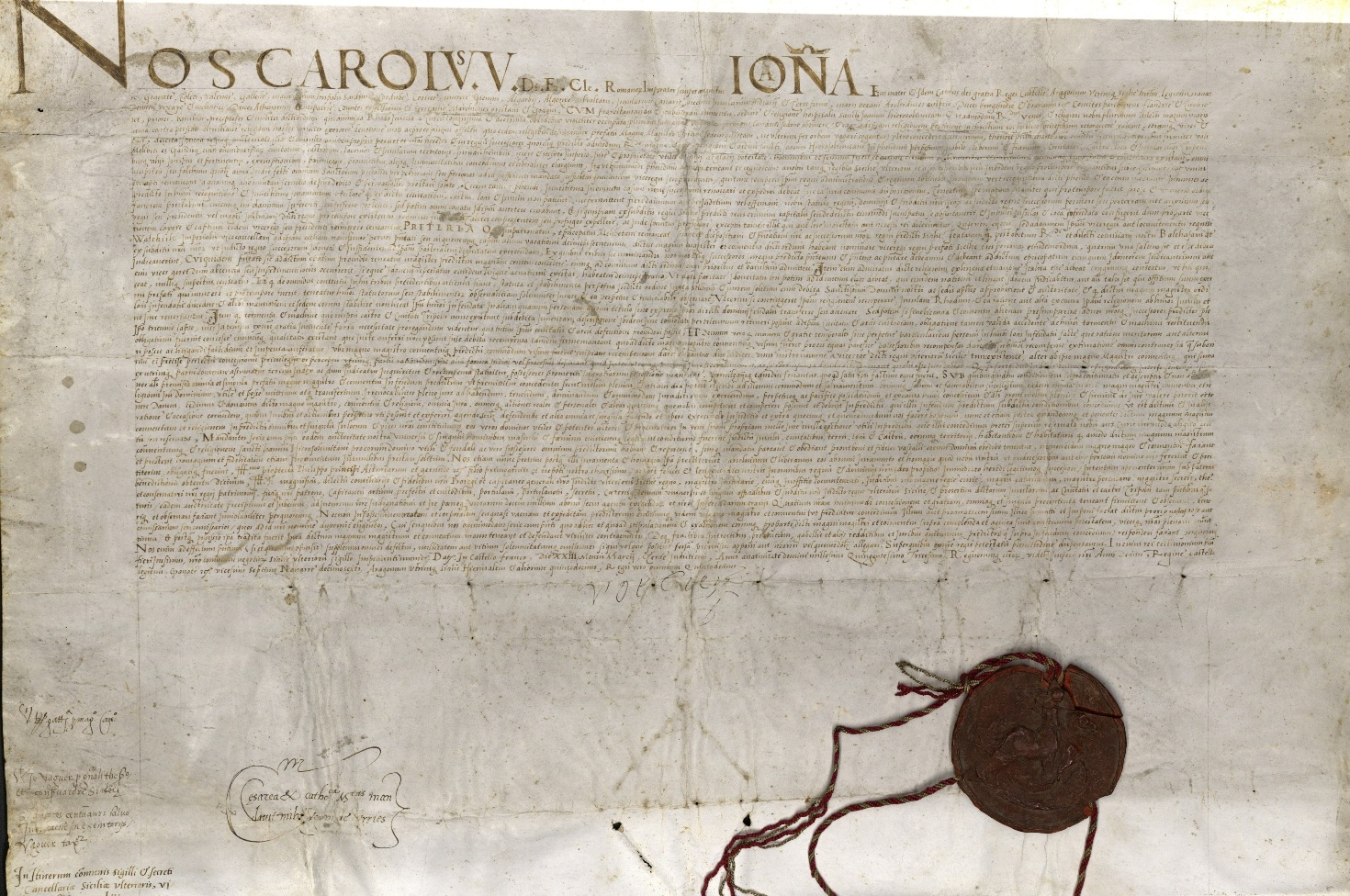
Договор о пожертвовании островов Мальта, Гозо и Триполи Ордену Святого Иоанна императором Карлом V в 1530 году.

В начале XVI века Османская империя начала распространяться по всему региону Средиземноморья и достигла Юго-Восточной Европы. Испанский король Карл V боялся, что если Рим попадет к туркам, это будет концом христианской Европы. В 1522 году Сулейман I изгнал рыцарей-госпитальеров ордена святого Иоанна с острова Родос. Желая защитить Рим от вторжения с юга, в 1530 году Карл V передал остров Мальта рыцарям ордена святого Иоанна.
В течение следующих 275 лет эти «рыцари Мальты» управляли островом, а официальным языком становится итальянский. Они построили новые города, дворцы, церкви, сады и укрепления, а также украсили остров многочисленными произведениями искусства и культуры.

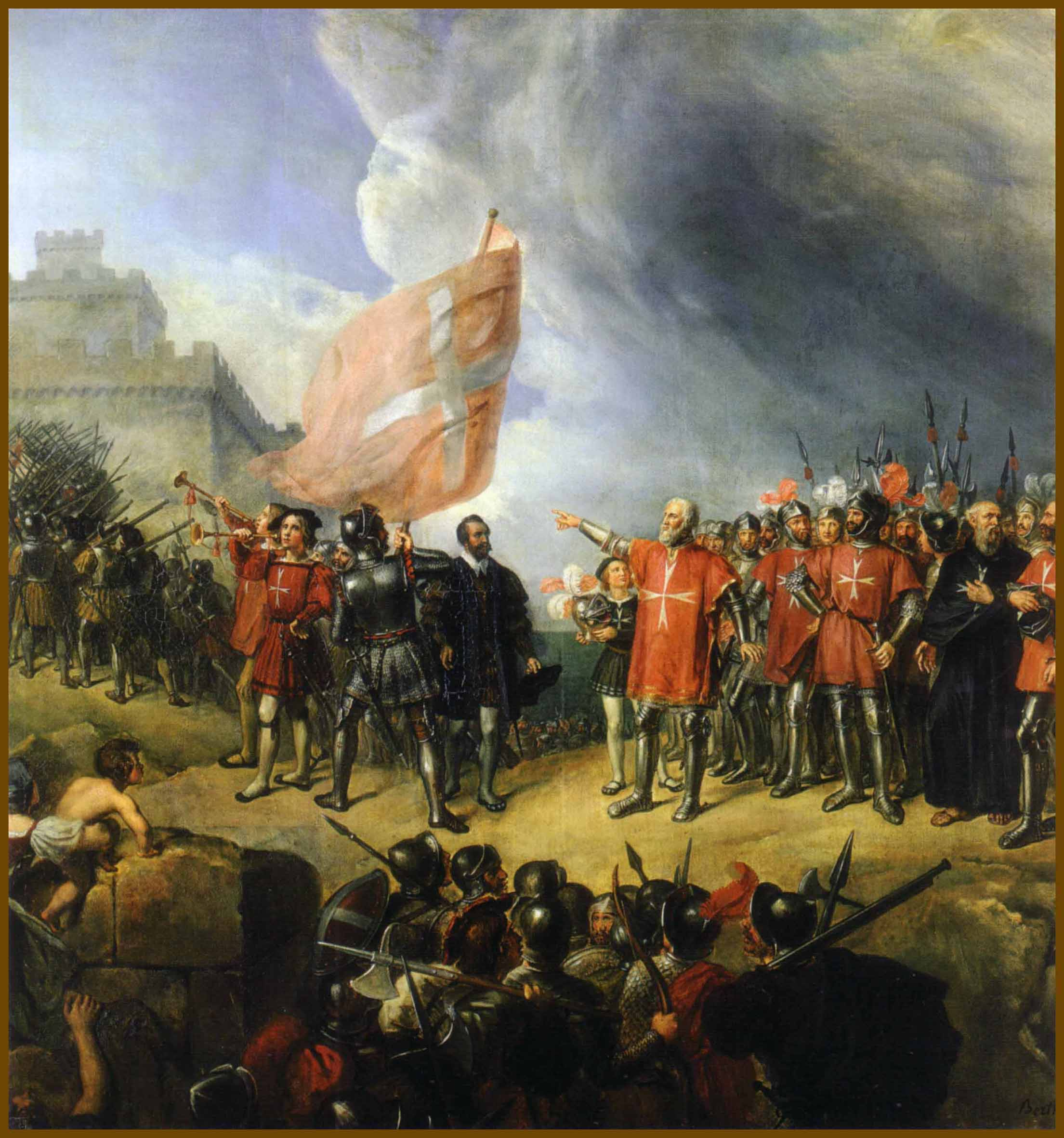
Филипп Вилье де Л’Иль-Адам вступает во владение островом Мальта 26 октября 1530 года, картина Рене Теодора Бертона.

Орден рыцарей святого Иоанна был первоначально создан для организации форпостов по пути к Святой Земле, чтобы помочь паломникам, идущим в любом направлении. Но в связи с многочисленными столкновениями крестоносцев и мусульман, одной из главных задач ордена стало оказание медицинской помощи, и даже сегодня восьмиконечный крест по-прежнему широко используется на машинах скорой помощи и организациями по оказанию первой помощи. В обмен на оказание медицинской помощи орден получил много территорий, завоеванных крестоносцами, которые нужно было защищать. Вместе с необходимостью защищать территории и паломников, находящихся под их опекой, они создали сильное военное образование рыцарей. Со временем орден стал сильным и богатым, а также они стали хорошими моряками.
С Мальты рыцари возобновили морские атаки на османские корабли. Вскоре султан Сулейман Великолепный приказал атаковать орден госпитальеров на Мальте. К этому времени рыцари заняли город Биргу, в котором была отличная гавань для размещения флота. В то время Биргу был одним из двух главных городов, а вторым городом был Мдина — бывшая столица Мальты. Оборона вокруг Биргу была усилена, а там где сейчас находится Сенглеа, построены новые укрепления. Небольшой форт был построен на оконечности полуострова, на месте нынешнего города Валлетта, и получил название Форт Святого Эльма.

### Великая осада

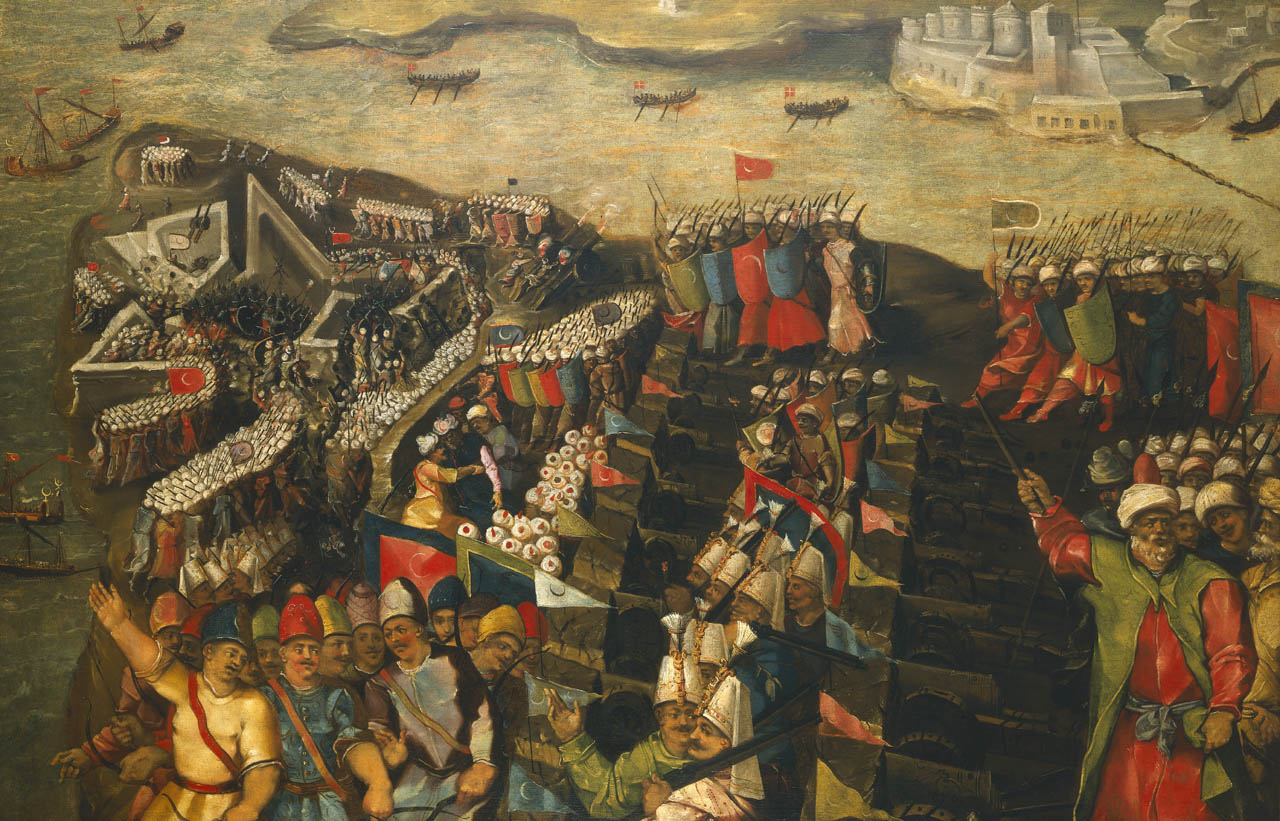
Взятие Святого Эльма, 1565

18 мая 1565 года Сулейман Великолепный осадил Мальту. К тому времени, когда прибыл османский флот, рыцари были готовы к обороне. Сначала османы напали на недавно построенный Форт Святого Эльма, который через месяц боев был в руинах, но защитники продолжали сражаться. Османы также начали атаковать Биргу и укрепления в Сенглеа, но безуспешно.
Приближались зимние штормы, которые угрожали флоту Османской империи уйти и осада Мальты закончилась 8 сентября 1565 года поражением Османской империи. Осада вошла в историю как Великая осада Мальты. Османская империя, которая ожидала легкой победы в течение нескольких недель, потерпела сокрушительное поражение. Армия османов насчитывала 40 000 человек, против девяти тысяч рыцарей и ополчения из простых граждан. Турки понесли большие потери, что деморализовало армию. Османы не достигли в дальнейшем больших военных успехов в Европе, а через несколько лет султан Сулейман Великолепный умер.

### После осады

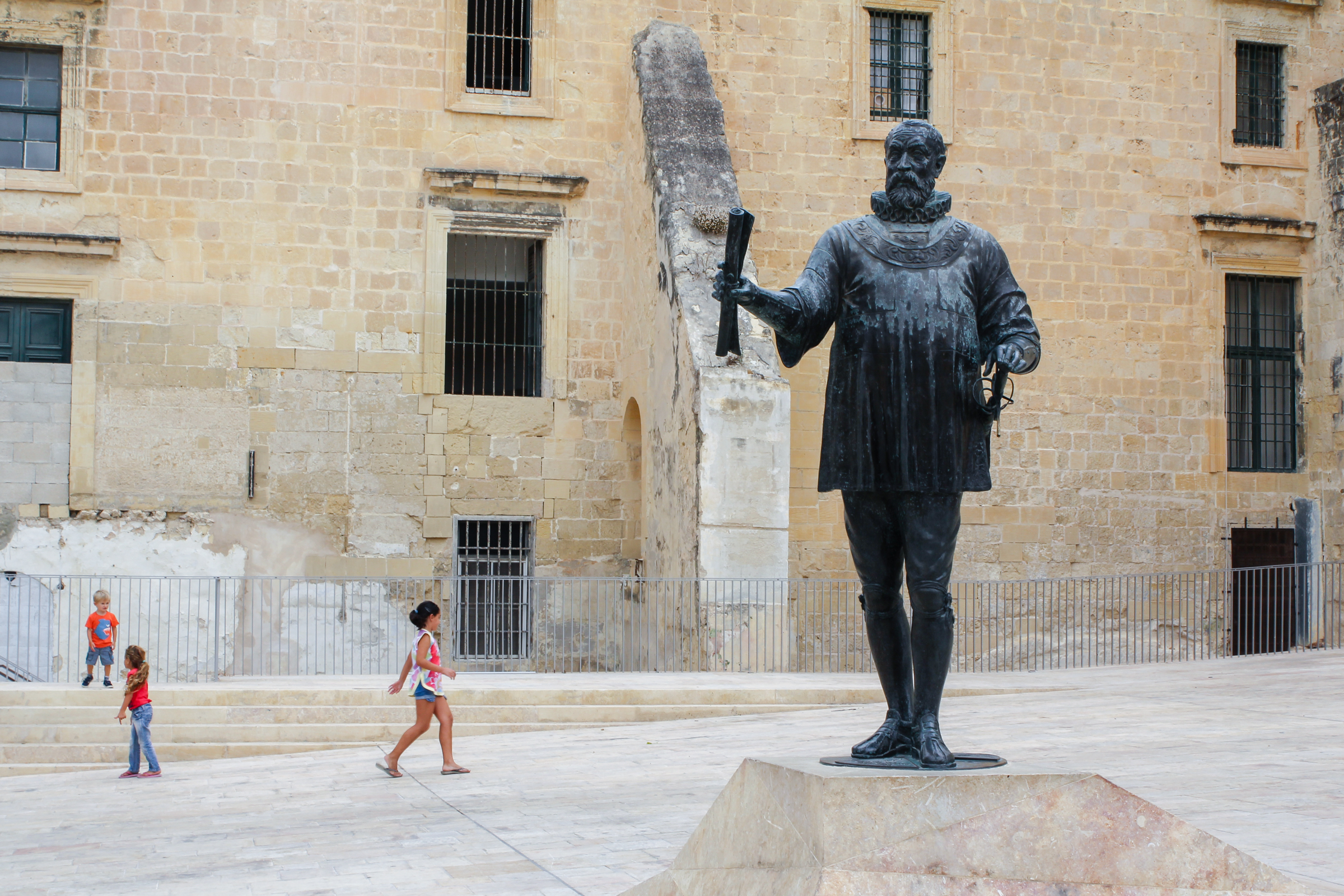
Мемориал Жана Паризо де ла Валетта, в городе Валлетта

Через год после осады орден начал строительство нового города с уникальными укреплениями на полуострове Скиберрас, который османы использовали в качестве базы во время осады Мальты. Он был назван Валлеттой в честь Жана Паризо де ла Валетта, который был великим магистром ордена во время осады Мальты турками. Поскольку Османская империя больше никогда не атаковала остров, укрепления не подверглись разрушению и сегодня остаются одним из наиболее хорошо сохранившимся фортификационным сооружением XVI века.
В отличие от других правителей острова, у ордена Святого Иоанна не было «родной страны» за пределами острова. Остров стал их домом, поэтому они вкладывали в него больше средств, чем любая другая держава. Кроме того, его члены происходили из знатных семей и накопили большое состояние на Востоке. Архитектурные и художественные памятники этого периода занимают важное место в истории Мальты, особенно в их «жемчужине» — городе Валлетта.
Однако, поскольку они отошли от прежних своих дел, могущество ордена пошло на спад. В последние три десятилетия XVIII века орден переживал спад, чему способствовало банкротство ордена, которое было результатом щедрого правления последних великих магистров. Из-за этого орден стал непопулярным среди мальтийцев. В 1775 году произошло восстание, известное как восстание священников. Восставшим удалось захватить Форт Святого Эльма и Сент-Джеймс Кавалер, но восстание было подавлено, а лидеры казнены и многих посадили в тюрьму или сослали.

## Французская оккупация (1798—1800)

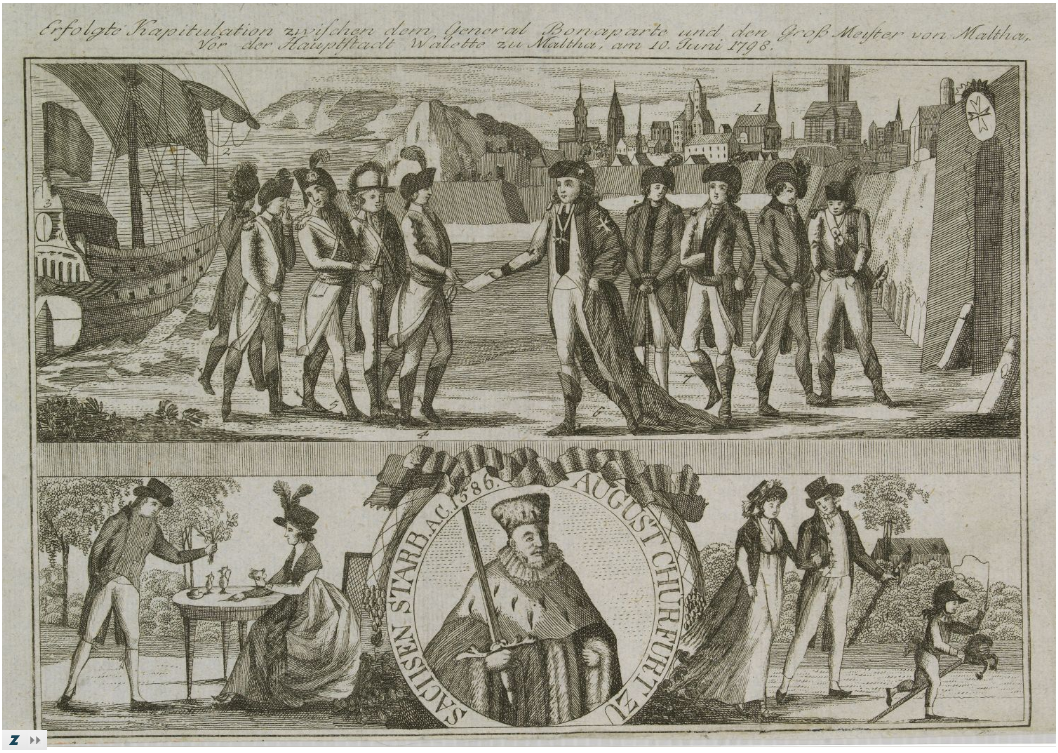
Капитуляция Мальты Наполеону, 1798 год

С годами влияние рыцарей ордена падало и их правление на Мальте закончилось в 1798 году, когда экспедиционный флот Наполеона Бонапарта остановился на Мальте во время Египетской компании. Наполеон попросил безопасную гавань для снабжения своих кораблей, но после отказа ордена снабжать их водой, он направил солдат, чтобы занять холмы у города Валлетта. Великий магистр Фердинанд фон Гомпеш капитулировал 11 июня. На следующий день был подписан договор, по которому орден передавал остров Мальта Французской Республике. Взамен Французская Республика согласилась на Раштаттском конгрессе получить княжество для великого магистра.
Во время своего очень короткого пребывания (шесть дней) Наполеон провел целый ряд реформ на Мальте. Была создана новая администрация с Правительственной комиссией, создано двенадцать муниципалитетов, создана администрация государственных финансов, ликвидированы все феодальные права и привилегии, отменено рабство и предоставлена свобода всем турецким рабам (всего 2000 человек). В судебной системе был создан семейный кодекс, и были назначены двенадцать судей. Государственное образование было организовано по принципам, установленным самим Бонапартом, обеспечивая начальное и среднее образование. Были основаны пятнадцать начальных школ, а университет был заменен «Центральной школой», в которой было восемь кафедр: арифметика и стереометрия, алгебра и стереометрия, геометрия и астрономия, механика и физика, навигация, химия и т. д..
Затем Наполеон I отплыл в Египет, оставив большой гарнизон на Мальте. Поскольку орден был непопулярным среди местных мальтийцев, они с оптимизмом смотрели на французов. Эта иллюзия длилась недолго. В течение нескольких месяцев французы закрыли монастыри и разграбили церковные сокровища, прежде всего меч Жана де Валетта, который до сих пор находится в Лувре (Париж). В ответ на это народ Мальты восстал, и французский гарнизон генерала Клода-Анри Белгранда де Вубуа отступил в Валлетту. После нескольких неудачных попыток местных жителей вернуть Валлетту, они попросили помощи у англичан. Контр-адмирал лорд Горацио Нельсон в 1799 году принял решение о полной блокаде острова. Французский гарнизон сдался в 1800 году.

## Мальта в Британской империи (1800—1964)
Мальтийцы восстали и, с помощью неаполитанцев и британских войск, принудили французский гарнизон к сдаче. Британцы 5 сентября 1800 года заняли столицу Мальты г. Валетту своими войсками и подняли там британский флаг. Мальта стала британским протекторатом. Военным губернатором острова стал англичанин Александр Болл. По условиям Парижского мира 1814 года Мальта отошла Великобритании. Англичане превратили её в свою колонию и военно-морскую базу.
В 1921 Мальта получила самоуправление.

### Оборона Мальты в ходе Второй мировой войны

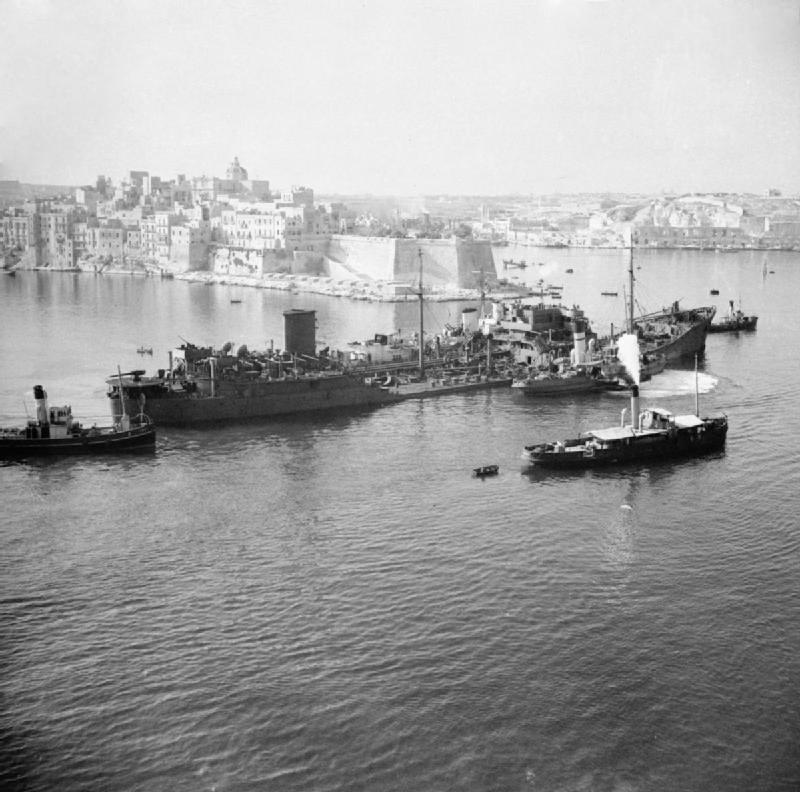
Полузатопленный танкер Ohio буксируют в гавань Валетты

Оборона Мальты с июня 1940 по декабрь 1942 года, благодаря важному стратегическому размещению острова, стала одним из существенных эпизодов в победе союзнических сил над державами Оси на средиземноморском театре военных действий. За два года осады на остров было совершено около 3000 вражеских налётов. Снабжение острова осуществлялось морскими конвоями, и частично по воздуху. Черчилль назвал остров «непотопляемым авианосцем». 15 апреля 1942 года король Георг VI наградил Георгиевским крестом (высшей гражданской наградой за доблесть) «остров-крепость Мальту — её народ и защитников». В декабре 1942 года воздушные и морские силы, действовавшие с Мальты, перешли в наступление, к маю 1943 года они потопили 230 кораблей Оси.
С 30 января 1945 по 3 февраля 1945 года на острове проходила Мальтийская конференция между президентом США Франклином Д. Рузвельтом и премьер-министром Великобритании Уинстоном Черчиллем. Политическим руководителям Англии и США удалось, несмотря на серьёзные разногласия, договориться по ряду вопросов, и через месяц прийти на Ялтинскую конференцию с согласованной программой, противопоставив её позиции делегации Советского Союза во главе со И. В. Сталиным.

## Мальта после Второй мировой войны
В 1964 году Мальта получила независимость от Великобритании.
На рубеже 1971-1972 гг. правительство Мальты в ультимативном порядке потребовало от правительства Великобритании пересмотра договора о размещении иностранных военных баз на острове - или вывода британских войск до 15 января 1972 года. Событие вызвало серьёзное беспокойство в странах НАТО, так как военные базы на Мальте имели стратегическое значение для НАТО. За день до истечения срока ультиматума на переговоры прибыли английская делегация во главе с лордом Каррингтоном и генеральный секретарь НАТО Йозеф Лунс. После семи часов переговоров за закрытыми дверями премьер-министр Мальты Д. Минтофф выступил с заявлением: "получив заверения от британского правительства о невмешательстве во внутренние дела Мальты, мальтийское правительство сняло требование о выводе британских вооружённых сил"
с 1974 провозглашена республика, однако вплоть до 1979 г., когда на Мальте была ликвидирована последняя британская военно-морская база, главой государства по-прежнему считалась британская королева.
В 1989 году на Мальте состоялась встреча президента США Дж. Буша с главой СССР М. С. Горбачёвым.
Мальта присоединилась к Евросоюзу в 2004 году в соответствии с результатами референдума, проведённого в 2003 году